# Elke Talhorst
Elke Talhorst (* 16. April 1945 in Bochum) ist eine deutsche Politikerin (SPD). Von 1995 bis 2010 war sie Mitglied des Landtags von Nordrhein-Westfalen.

## Leben und Beruf
Elke Talhorst schloss den Schulbesuch mit der Mittleren Reife ab und besuchte eine Handelsschule. Von 1961 bis 1963 absolvierte sie eine Ausbildung zur Industriekauffrau und erhielt den Kaufmannsgehilfenbrief. In den Jahren 1985 bis 1987 nahm sie an einem Verwaltungslehrgang der Bundesknappschaft Moers teil, den sie als Sozialversicherungsfachangestellte abschloss, und übte diesen Beruf anschließend aus.

## Partei
Am 1. April 1972 trat Elke Talhorst in die SPD ein. Von 1977 bis 1979 war sie Beisitzerin im Vorstand des SPD-Unterbezirks Wesel und fungierte dort von 1980 bis 1984 als Schriftführerin. 1985 wurde sie zur stellvertretenden Vorsitzenden des Unterbezirks gewählt und übte dieses Amt bis 1995 aus. Außerdem war sie von 1984 bis 2000 Vorstandsmitglied des SPD-Bezirks Niederrhein. Talhorst ist Mitglied der Gewerkschaft IG Bergbau, Chemie, Energie.

## Öffentliche Ämter
Von 1979 bis zum 18. Mai 2001 war Elke Talhorst Mitglied des Rates der Stadt Moers und von 1989 bis 1994 zudem Mitglied im Kreistag des Kreises Wesel. Vom 1. Juni 1995 bis zum 8. Juni 2010 gehörte sie als direkt gewählte Abgeordnete des Wahlkreises Wesel IV dem Landtag von Nordrhein-Westfalen an. In der 12. Wahlperiode war sie stellvertretende Vorsitzende des Ausschusses für Haushaltskontrolle, in der 13. Wahlperiode stellvertretende Vorsitzende des Haushalts- und Finanzausschusses und in der 14. Wahlperiode stellvertretende Vorsitzende des Sportausschusses.